# Cotinga-de-poupa-castanha
Cotinga-de-poupa-castanha (Ampelion rufaxilla) é uma espécie de ave da família Cotingidae. Pode ser encontrada nos seguintes países: Bolívia, Colômbia, Equador e Peru.